# 이시하라 가쓰야
이시하라 가쓰야(일본어: 石原 克哉, 1978년 10월 2일 ~ )는 일본의 전 축구 선수이다.

## 구단 경력
그는 2001년부터 2017년까지 J리그의 방포레 고후에서 활동하였다.